# レトワールデュソレイユ
レ・トワール・デュ・ソレイユ（LES TOILES DU SOLEIL）は、フランスのテキスタイルメーカー及びブランド名。日本国内では株式会社グラムスが輸入総代理店として商品の輸入と販売を行っている。
カラフルなフランス伝統の生地を使用した鞄・雑貨・インテリア用品等をオリジナル商品として扱っている。
LES TOILES DU SOLEILはフランス語で「太陽の生地」という意味を表す。

## 歴史
その昔、サン＝ローラン＝ド＝セルダンでは、長い冬の間、エスパドリーユ（縄底のサンダル）が手で作られ、1860年頃、この村のジョセフ・サンが力織機を導入し、縄ヒモの量産に成功し工場は繁盛するが、やがて低迷していく。
その後、現オーナーのアンリ・キンタと妻のフランソワーズが閉鎖寸前のこの工場と出会い、工場買い上げ1994年レ・トワール・デュ・ソレイユとなる。
現在では、織物を超えた芸術と評価の高いフランス・カタルーニャ地方の伝統技術を受け継ぎ、レ・トワール・デュ・ソレイユは、その名の通り、太陽のような輝きと色彩にあふれるテキスタイルメーカーとして存在している。
2009年12月29日、フランスの街の色、食の色、人の色など多彩なフランス文化をテーマに伝統的な製法で織り上げられた独自のストライプ生地が認められ、フランス政府が認証するEPV（無形文化財企業）ラベルを取得した。

## 特徴
フランスヴァレスピール地方のサン・ローラン・ド・セルダンにある工場で製品のひとつひとつが職人の手によって作られている。
目を引くマルチカラーのストライプはgrand teint（グラン　タン）というレ・トワール・デュ・ソレイユ特有の染め加工技術で染色され、ピュアコットンで出来た生地は特殊な折方で作られており、非常に丈夫であるのが特徴である。

## 日本国内の店舗
- 新丸の内ビルディング店（東京都）
- ジョイナス横浜店（神奈川県）
- 天神地下街店（福岡県）
- 広島 ekie店（広島県）
- ペリエ千葉店(千葉)

- 実店舗の所在地
- 公式オンラインショップ

## 海外の店舗
- SAINT-LAURENT-DE-CERDANS店(フランス)
- PERPIGNAN店(フランス)
- PARIS店(フランス)
- NEW-YORK店(アメリカ)
- MOSCOU店(ロシア)
- SANTIAGO店 (チリ)